# Alberuela de Laliena
Alberuela de Laliena es una localidad española perteneciente al municipio de Abiego, en el Somontano de Barbastro, provincia de Huesca (Aragón). 

## Historia
- En 1095 es reconquistada tras la caída de Naval en manos de Pedro I.[3]
- 1960 - 1970 se incorpora al término municipal de Abiego.

## Demografía
| Gráfica de evolución demográfica de Alberuela de la Liena entre 1842 y 1960 |
| |
| Población de derecho según los censos de población del INE Población de hecho según los censos de población del INEEntre el censo de 1970 y el anterior, este municipio desaparece porque se integra en el municipio 22001 (Abiego) |

## Monumentos
- Iglesia parroquial dedicada a San Nicolás de Bari de estilo románico.